# Immanuelskyrkan, Tulegatan

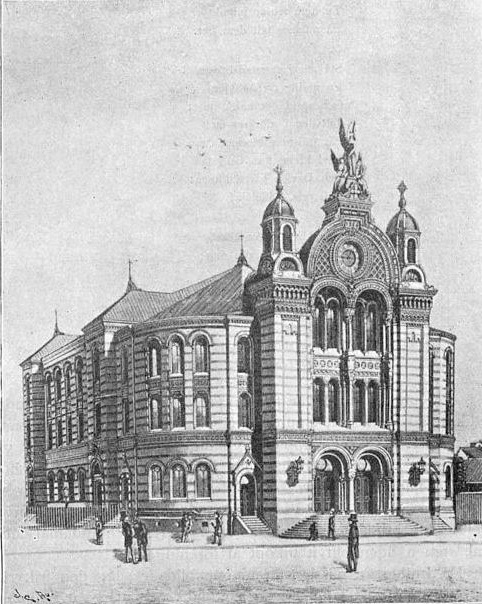
Immanuelskyrkan på Tulegatan

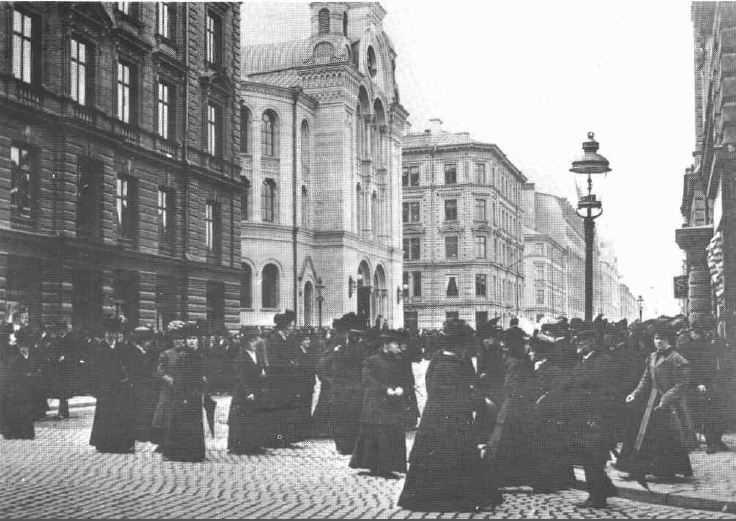
Immanuelskyrkan kring 1900

Immanuelskyrkan var namnet på en tidigare frikyrkobyggnad vid Tulegatan 3 i Vasastan i Stockholm. Kyrkan invigdes 1886 och brukades fram till 1974 då en ersattes av den nya Immanuelskyrkan på Kungstensgatan. Kyrkan revs trots ihärdiga protester 1977.

## Historik
Lutherska missionsföreningen hade 1879 inköpt en tomt, belägen mellan Pärlstickargränd och Tegnérgatan, i det som då var Stockholms fattiga norra utkanter. Genom stadens gaturegleringar kom den att ligga i kvarteret Hälsan. Gustaf Sjöberg utarbetade ritningarna till det nya templet. Hälsovårdsnämnden tillät endast 1 200 sittplatser för att tillräcklig luftväxling skulle kunna äga rum och församlingen fick först avslag på ansökan. Det ansåg församlingen för litet och man fick dispens för kyrkans 2 310 platser. Byggnaden uppfördes 1884-87 av byggmästarna Lars Östlihn och Robert Alderin. Den invigdes 19 december 1886. 

Arkitekten hade engelska förebilder som Metropolitan Tabernacle i London, från omkring 1860. Det ljusa kyrkorummet var 44 m långt och 21 m högt och försett med två kolonnuppburna läktare. Ovanför nattvardsbordet fanns en kör- och predikoläktare och i dess fond den stora orgelfasaden. I nedre botten på byggnadens västra ända fanns en vaktmästarbostad med två rum och kök. En- respektive två trappor upp låg samlingssalar för enskilda möten, mindre predikningar och söndagsskolor. Mycket folk drogs till kyrkan tack vare den kände predikanten Paul Petter Waldenström.
Kyrkans krön pryddes till en början av Carl Johan Dyfvermans skulpturgrupp Tron, Hoppet och Kärleken. Kraftiga vindar fick dock en av änglarna att falla ned på gatan. Den reparerades, men gruppen ersattes senare av ett kors.
Kyrkan restaurerades 1909 av Lars Israel Wahlman. Då tillkom tre nischer med målningar föreställande Pauli omvändelse, vilka utfördes av Olle Hjortzberg. På 20- och 30-talet genomgick kyrkan flera om-, på- och tillbyggnader av Höög & Morssing. Trots detta hade den kvar mycket av sin ursprungliga karaktär. Kyrkan var en av den svenska frikyrkorörelsens huvudkyrkor.

### Rivningen
1962 bildade Immanuelskyrkan, tillsammans med Betesdakyrkan på Östermalm, Emauskyrkan i Vasastan och Missionskyrkan Valhalla, en ny församling som fick namnet Immanuelskyrkan. 1960-talet var också årtiondet för omfattande rivningar i City; Valhallakyrkan revs 1962 och Betesdakyrkan året därpå. Immanuelskyrkan var hotad genom planerna på den framtida Rådmansleden i 1960 års trafikledsplan . Som kompensation för förlusterna fick församlingen 1964 tomtsrättsupplåtelse av staden i kvarteret Provisorn. Där reste man 1970 – 1974 den nya Immanuelskyrkan. 1974 slutade man bruka den gamla kyrkan för gudstjänster.
Någon Rådmansleden kom aldrig till stånd. Trots detta, och under ihärdiga protester från allmänheten och Riksantikvarien, revs kyrkobyggnaden på Tulegatan 1977 av staden.Arkitekturhistorikern Fredric Bedoire har betecknat det som "offentlig vandalism" då byggnaden bedömdes vara "en av frikyrkorörelsens mest minnesvärda byggnader". Idag reser sig ett flerfamiljshus på platsen.